# Kevin Magnussen
Kevin Magnussen (Roskilde, 5 oktober 1992) is een Deens autocoureur. Hij is de zoon van voormalig Formule 1-coureur Jan Magnussen.

## Carrière

### Formule Ford
Magnussen begon zijn carrière in het karting, waar hij reed tot 2007. In 2008 ging hij in de Deense Formule Ford rijden, die hij meteen won met 11 overwinningen.

### Formule Renault 2.0
In 2009 stapte Magnussen over naar de Formule Renault 2.0, waar hij tweede werd met één overwinning in de NEC en zevende in de Eurocup.

### Formule 3
In 2010 nam Magnussen deel aan het Duitse Formule 3-kampioenschap. Hij eindigde hier als derde met drie overwinningen en als beste rookie. Dat jaar nam hij ook deel aan één raceweekend van de Formule 3 Euroseries, waarvan hij een van de twee races won.
In 2011 bleef Magnussen in de Formule 3 rijden, maar nu in het Britse kampioenschap voor het team Carlin. Hij eindigde hier met zeven overwinningen als tweede in het kampioenschap.

### Formule Renault 3.5 Series
In 2012 reed Magnussen in de Formule Renault 3.5 Series voor Carlin, met Will Stevens als teamgenoot. Hij eindigde hier als zevende in het kampioenschap met één overwinning.
In 2013 bleef Magnussen in de Formule Renault 3.5 rijden, maar stapte over naar het team DAMS waar hij naast Norman Nato ging rijden. Met vijf overwinningen werd hij kampioen, terwijl mede-McLaren Young Driver Programme-coureur Stoffel Vandoorne op de tweede plaats eindigde.

### Formule 1
In november 2012 had Magnussen zijn eerste ervaring in een Formule 1-auto, hij mocht testen bij McLaren tijdens de Young Driver Test in Abu Dhabi op het Yas Marina Circuit. Hij zette hierin de snelste tijd tijdens de sessie van drie dagen. Hij maakte genoeg kilometers om in aanmerking te komen voor een FIA superlicentie. Een jaar later mocht hij de Young Driver Test doen maar dan in Silverstone samen met Gary Paffett en Oliver Turvey.
Nadat op 13 november 2013 de vaste McLaren-coureur Sergio Pérez zijn vertrek bij het team aankondigde, maakte McLaren een dag later bekend dat Magnussen in 2014 zijn vervanger zou worden. Hij werd hier de teamgenoot van Jenson Button.
In zijn eerste race op het Albert Park Street Circuit eindigde Magnussen meteen op de derde plaats. Nadat Daniel Ricciardo na afloop van de race gediskwalificeerd werd, schoof hij op naar de tweede plaats, waarmee hij de prestatie van Jacques Villeneuve in de Grand Prix van Australië in 1996 evenaarde. Hij beleefde verder een redelijk debuutseizoen en eindigde op de elfde plaats in het kampioenschap. Dit was voor hem echter niet genoeg om ook in 2015 voor McLaren te rijden. Op 11 december 2014 werd bekend dat Fernando Alonso zijn plaats innam en Magnussen test- en reservecoureur werd bij het team. Alonso crashte voorafgaand aan het seizoen tijdens een testsessie op het Circuit de Barcelona-Catalunya en mocht op doktersadvies niet starten in de eerste race in Australië, waardoor Magnussen hem mocht vervangen.
In 2016 maakte Magnussen zijn rentree in de Formule 1 toen hij Pastor Maldonado verving bij het Renault F1 Team, waar hij uitkomt naast Jolyon Palmer.
In 2017 werd Magnussen bij Renault vervangen door Nico Hülkenberg. Hierop vertrok hij naar het team van Haas, om Esteban Gutiérrez te vervangen.
Aan het einde van het seizoen 2020 heeft Magnussen het Haas F1 Team verlaten. Van een definitief afscheid zou echter geen sprake blijken. Voor het seizoen 2022 werd Magnussen door Haas teruggehaald om de plek in te nemen van Nikita Mazepin.
Magnussen wordt in 2025 fabriekscoureur voor BMW M Motorsport en keert terug naar het IMSA SportsCar Championship of het FIA World Endurance Championship.

### IMSA
Op 3 december 2020 werd bekendgemaakt dat Magnussen in 2021 voor Chip Ganassi Racing gaat uitkomen in het Amerikaanse IndyCar Series.

## Formule 1-carrière

### Teams
| Jaar/jaren              | Team    |
| ----------------------- | ------- |
| 2014 – 2015             | McLaren |
| 2016                    | Renault |
| 2017 – 2020 2022 – 2024 | Haas    |

### Statistiek
|                           | 2014 | 2015 | 2016 | 2017 | 2018 | 2019 | 2020 | 2022 | 2023 | 2024 | Totaal           |
| ------------------------- | ---- | ---- | ---- | ---- | ---- | ---- | ---- | ---- | ---- | ---- | ---------------- |
| Aantal ingeschreven races | 19   | 1    | 21   | 20   | 21   | 21   | 17   | 22   | 22   | 23   | 187 (185 starts) |
| Aantal zeges              | 0    | 0    | 0    | 0    | 0    | 0    | 0    | 0    | 0    | 0    | 0                |
| Aantal polepositions      | 0    | 0    | 0    | 0    | 0    | 0    | 0    | 1    | 0    | 0    | 1                |
| Aantal snelste rondes     | 0    | 0    | 0    | 0    | 1    | 1    | 0    | 0    | 0    | 1    | 3                |
| Aantal podiumplaatsen     | 1    | 0    | 0    | 0    | 0    | 0    | 0    | 0    | 0    | 0    | 1                |
| Aantal WK-punten          | 55   | 0    | 7    | 19   | 56   | 20   | 1    | 25   | 3    | 16   | 202              |
| Positie WK                | 11   | –    | 16   | 14   | 9    | 16   | 20   | 13   | 19   | 15   |                  |

### Formule 1-resultaten
| Kleur  | Resultaat                       |
| ------ | ------------------------------- |
| Goud   | Winnaar                         |
| Zilver | Tweede plaats                   |
| Brons  | Derde plaats                    |
| Groen  | Gefinisht (punten behaald)      |
| Blauw  | Gefinisht (geen punten behaald) |
| Blauw  | Niet geklasseerd (NC)           |
| Paars  | Uitgevallen (DNF)               |
| Rood   | Niet gekwalificeerd (DNQ)       |

| Kleur   | Resultaat                              |
| ------- | -------------------------------------- |
| Zwart   | Gediskwalificeerd (DSQ)                |
| Wit     | Niet gestart (DNS)                     |
| Blanco  | Gewond (INJ)                           |
| Blanco  | Uitgesloten (EX)                       |
| Blanco  | Teruggetrokken (WD) / Niet deelgenomen |
| 1, 2, 3 | Sprint positie (punten behaald)        |
| P       | Poleposition                           |
| S       | Snelste ronde                          |

| Jaar | Inschrijving          | Chassis        | Motor                         | 1       | 2      | 3       | 4       | 5       | 6       | 7       | 8       | 9       | 10      | 11     | 12      | 13      | 14      | 15      | 16      | 17      | 18      | 19      | 20      | 21        | 22     | 23    | 24      | Pos. | Punten |
| ---- | --------------------- | -------------- | ----------------------------- | ------- | ------ | ------- | ------- | ------- | ------- | ------- | ------- | ------- | ------- | ------ | ------- | ------- | ------- | ------- | ------- | ------- | ------- | ------- | ------- | --------- | ------ | ----- | ------- | ---- | ------ |
| 2014 | McLaren Mercedes      | McLaren MP4-29 | Mercedes PU106A Hybrid 1.6 V6 | AUS 2   | MAL 9  | BHR DNF | CHN 13  | SPA 12  | MON 10  | CAN 9   | OOS 7   | GBR 7   | DUI 9   | HON 12 | BEL 12  | ITA 10  | SIN 10  | JPN 14  | RUS 5   | VST 8   | BRA 9   | ABU 11  |         |           |        |       |         | 11   | 55     |
| 2015 | McLaren Honda         | McLaren MP4-30 | Honda RA615H Hybrid V6        | AUS DNS | MAL 0  | CHN 0   | BHR 0   | SPA 0   | MON 0   | CAN 0   | OOS 0   | GBR 0   | HON 0   | BEL 0  | ITA 0   | SIN 0   | JPN 0   | RUS 0   | VST 0   | MEX 0   | BRA 0   | ABU 0   |         |           |        |       |         | –    | 0      |
| 2016 | Renault Sport F1 Team | Renault RS16   | Renault RE16 V6               | AUS 12  | BHR 11 | CHN 17  | RUS 7   | SPA 15  | MON DNF | CAN 16  | EUR 14  | OOS 14  | GBR 17† | HON 15 | DUI 16  | BEL DNF | ITA 17  | SIN 10  | MAL DNF | JPN 14  | VST 12  | MEX 17  | BRA 14  | ABU DNF   |        |       |         | 16   | 7      |
| 2017 | Haas F1 Team          | Haas VF-17     | Ferrari 062 V6                | AUS DNF | CHN 8  | BHR DNF | RUS 13  | SPA 14  | MON 10  | CAN 12  | AZE 7   | OOS DNF | GBR 12  | HON 13 | BEL 15  | ITA 11  | SIN DNF | MAL 12  | JPN 8   | VST 16  | MEX 8   | BRA DNF | ABU 13  |           |        |       |         | 14   | 19     |
| 2018 | Haas F1 Team          | Haas VF-18     | Ferrari 062 EVO V6            | AUS DNF | BHR 5  | CHN 10  | AZE 13  | SPA 6   | MON 13  | CAN 13  | FRA 6   | OOS 5   | GBR 9   | DUI 11 | HON 7   | BEL 8   | ITA 16  | SIN 18S | RUS 8   | JPN DNF | VST DSQ | MEX 15  | BRA 9   | ABU 10    |        |       |         | 9    | 56     |
| 2019 | Haas F1 Team          | Haas VF-19     | Ferrari 062 V6                | AUS 6   | BHR 13 | CHN 13  | AZE 13  | SPA 7   | MON 14  | CAN 17  | FRA 17  | OOS 19  | GBR DNF | DUI 8  | HON 13  | BEL 12  | ITA DNF | SIN 17S | RUS 9   | JPN 15  | MEX 15  | VST 18† | BRA 11  | ABU 14    |        |       |         | 16   | 20     |
| 2020 | Haas F1 Team          | Haas VF-20     | Ferrari 065 V6                | OOS DNF | STI 12 | HON 10  | GBR DNF | 70J DNF | SPA 15  | BEL 17  | ITA DNF | TOS DNF | RUS 12  | EIF 13 | POR 16  | EMI DNF | TUR DNF | BHR 17  | SAK 15  | ABU 18  |         |         |         |           |        |       |         | 20   | 1      |
| 2022 | Haas F1 Team          | Haas VF-22     | Ferrari 066/7 V6              | BHR 5   | SAR 9  | AUS 14  | EMI 89  | MIA 16† | SPA 17  | MON DNF | AZE DNF | CAN 17  | GBR 10  | OOS 78 | FRA DNF | HON 16  | BEL 16  | NED 15  | ITA 16  | SIN 12  | JPN 14  | VST 9   | MXS 17  | SAP 8DNFP | ABU 17 |       |         | 13   | 25     |
| 2023 | Haas F1 Team          | Haas VF-23     | Ferrari 066/10 V6             | BHR 13  | SAR 10 | AUS 17† | AZE 13  | MIA 10  | MON 19† | SPA 18  | CAN 17  | OOS 18  | GBR DNF | HON 17 | BEL 15  | NED 16  | ITA 18  | SIN 10  | JPN 15  | QAT 14  | VST 14  | MXS DNF | SAP DNF | LSV 13    | ABU 20 |       |         | 19   | 3      |
| 2024 | Haas F1 Team          | Haas VF-24     | Ferrari 066/10 V6             | BHR 12  | SAR 12 | AUS 10  | JPN 13  | CHN 16  | MIA 19  | EMI 12  | MON DNF | CAN 12  | SPA 17  | OOS 8  | GBR 12  | HON 15  | BEL 14  | NED 18  | ITA 10  | AZE 0   | SIN 19† | VST 711 | MXS 7   | SAP WD    | LSV 12 | QAT 9 | ABU 16S | 15   | 16     |
| Jaar | Inschrijving          | Chassis        | Motor                         | 1       | 2      | 3       | 4       | 5       | 6       | 7       | 8       | 9       | 10      | 11     | 12      | 13      | 14      | 15      | 16      | 17      | 18      | 19      | 20      | 21        | 22     | 23    | 24      | Pos. | Punten |

- † Uitgevallen maar wel geklasseerd omdat er meer dan 90% van de race-afstand werd afgelegd.